# Diritti LGBT in Albania
I diritti delle persone LGBT (lesbiche, gay, bisessuali e transgender) in Albania sono meno tutelati rispetto ad altri paesi europei.  
L'omosessualità è stata decriminalizzata nel 1995. Le famiglie guidate da coppie dello stesso sesso non dispongono delle stesse protezioni legali disponibili per le coppie formate da individui di sesso opposto, e non esistono delle forme di regolamentazione per le coppie omosessuali. 
Nel 2015 l'Associazione Internazionale delle Lesbiche, Gay, Bisexual, Trans e Intersex (ILGA) ha classificato l'Albania al 19º posto in termini di diritti LGBT su 49 paesi europei osservati.
L'Albania è, al momento, uno dei pochi paesi a maggioranza islamica a non considerare illegale l'omosessualità, ed è uno dei pochissimi paesi di maggioranza islamica, assieme alla Bosnia ed Erzegovina e al Kosovo, ad avere delle leggi contro l'omofobia.

## Storia del diritto penale albanese

### Sotto l'impero ottomano
Nel 1858 l'impero ottomano legalizzò l'omosessualità e di conseguenza ciò accadde anche in Albania (dato che ne era una parte).

### Durante la Repubblica Popolare Socialista d'Albania (1976-1992)
Durante la Repubblica Popolare Socialista d'Albania l'omosessualità venne recriminalizzata. L'articolo 137 del codice penale prevedeva che: "l'omosessualità è punibile fino a dieci anni di prigione".

### Nella Repubblica d'Albania
Nell'estate del 1994 il governo dell'Albania ha presentato un disegno di legge relativo al codice penale in cui l'omosessualità sarebbe rimasta illegale ma con la pena massima ridotta a tre anni di carcere. 
La campagna della Gay Albania Society e le pressioni internazionali organizzate dall'ILGA, in cui il Consiglio d'Europa svolse un ruolo importante, hanno portato al ritiro di questo progetto di legge.
Il 20 gennaio 1995 il Parlamento ha legalizzato le relazioni sessuali tra individui consensuali dello stesso sesso. Dal 2001 l'età del consenso è stata parificata indipendentemente dal genere e / o dall'orientamento sessuale.

## Ordinamento legislativo albanese

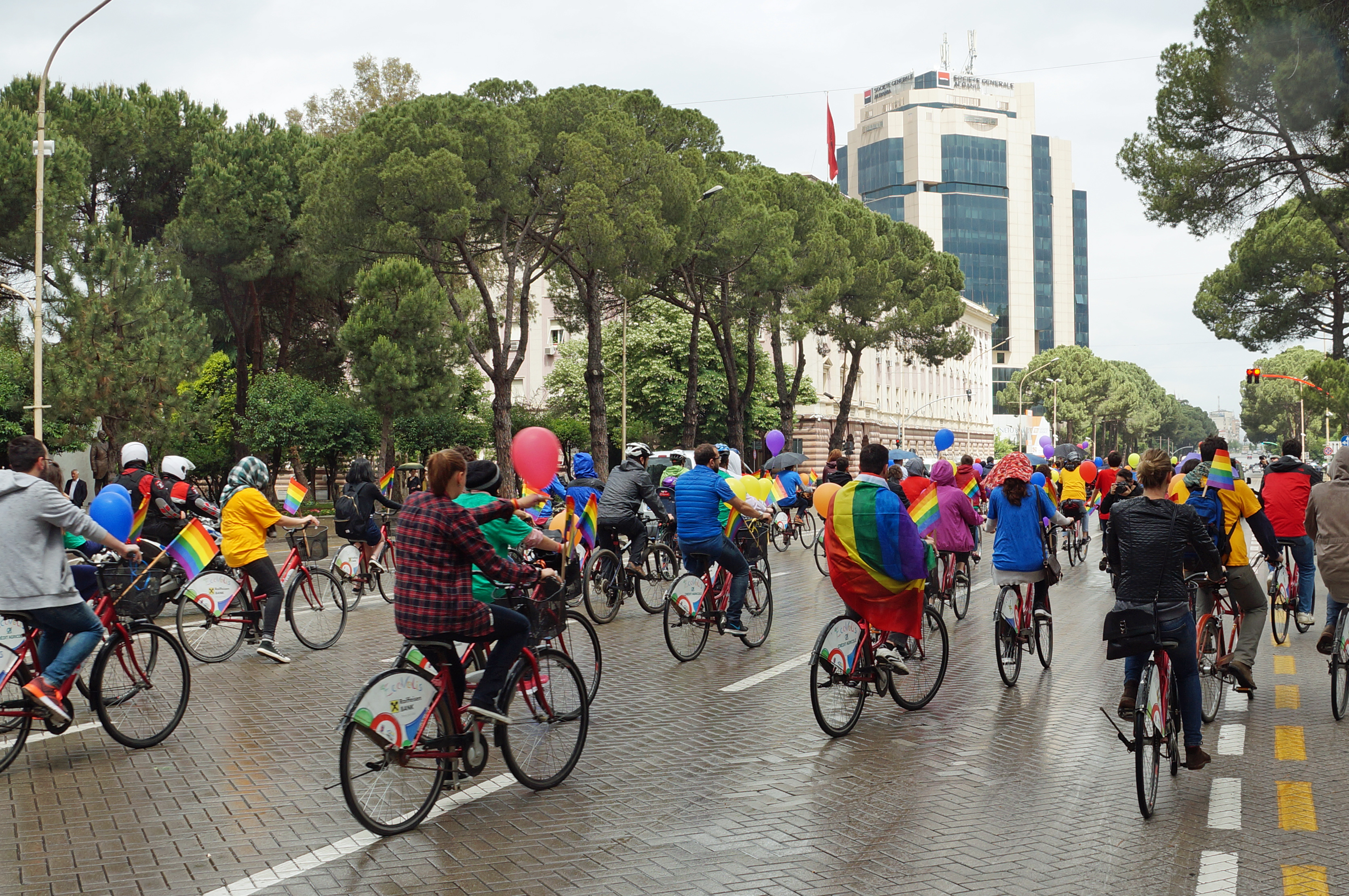
Tirana Pride del 2016

### Protezione dalle discriminazioni
Il 4 febbraio 2010 il Parlamento Albanese ha varato all'unanimità una legge antidiscriminazione completa che vieta la discriminazione basata sull'orientamento sessuale e dell'identità di genere. 
La legge si applica a tutte le aree, tra cui l'occupazione, la fornitura di beni e servizi, l'educazione e l'assistenza sanitaria
Il 4 maggio 2013 il Parlamento Albanese ha modificato all'unanimità il codice penale per includere anche i crimini d'odio contro l'orientamento sessuale e l'identità di genere al pari di un reato contro il genere, la razza, l'etnia, la fede religiosa, la disabilità....

## Opinione pubblica
Un sondaggio del 2010 ha rivelato che il 54,2% degli albanesi considerava errati i rapporti omosessuali mentre il 22,7% li considerava normali.

## Tabella riassuntiva
| Attività e relazioni sessuali legali                         | (dal 1995)                      |
| Parità dell'età di consenso                                  | (dal 2001)                      |
| Leggi anti-discriminazione sul lavoro                        | (dal 2010)                      |
| Leggi anti-discriminazione nella fornitura di beni e servizi | (dal 2010)                      |
| Leggi anti-discriminazione in tutti gli altri settori        | (dal 2010)                      |
| Legge contro le espressioni d'odio                           | (dal 2013)                      |
| Matrimonio egualitario                                       | (Sentenza della corte pendente) |
| Unione civile                                                | (Proposto)                      |
| Adozione                                                     | (Sentenza della corte pendente) |
| Autorizzazione a prestare servizio nelle forze armate        | (dal 2008)                      |
| Diritto di cambiare legalmente genere                        | (Proposto)                      |
| Terapie di conversione vietate                               | (dal 2020)                      |
| Accesso alla fecondazione in vitro per le coppie lesbiche    | No                              |
| Surrogazione di maternità                                    | No                              |
| Permesso di donare il sangue                                 | Si                              |